# Casafont
Casafont és una masia situada al municipi de Navès, a la comarca catalana del Solsonès. Es troba a la vora de la rasa del Fornell.